# كريس كومبز
كريس كومبز (بالإنجليزية: Chris Combs)‏ هو ملحن ومنتج أسطوانات أمريكي، ولد في 12 أكتوبر 1983 في تلسا في الولايات المتحدة.

## وصلات خارجية
- كريس كومبز على موقع IMDb (الإنجليزية)
- كريس كومبز على موقع ديسكوغز (الإنجليزية)